# Kalajoki
Kalajoki is een gemeente in de Finse provincie Oulu en in de Finse regio Noord-Österbotten.  De gemeente heeft een landoppervlakte van 924,13 km² en telt 12.335 inwoners (2022). Men spreekt er Fins. Kalajoki ligt aan de gelijknamige rivier.

## Geschiedenis
De eerste verwijzing naar Kalajoki kan gevonden worden in het begin van de 16e eeuw: de plaats kreeg de status van parochie in 1520. Kalajoki was een belangrijke marktplaats en had stevig grip op de teerhandel in de regio. Tegen het eind van de 19e eeuw nam de betekenis van teer als handelswaar af en daalde het belang van Kalajoki.
In 1973 fuseerde de gemeente Rautio en voegde deze bij Kalajoki. In 2010 fuseerde Himanka en voegde er voor de tweede maal een gemeente bij Kalajoki.

## Toerisme
Kalajoki is een bekende toeristische attractie in Finland vanwege de lange zandstranden en de daarbij behorende activiteiten.

## Galerij

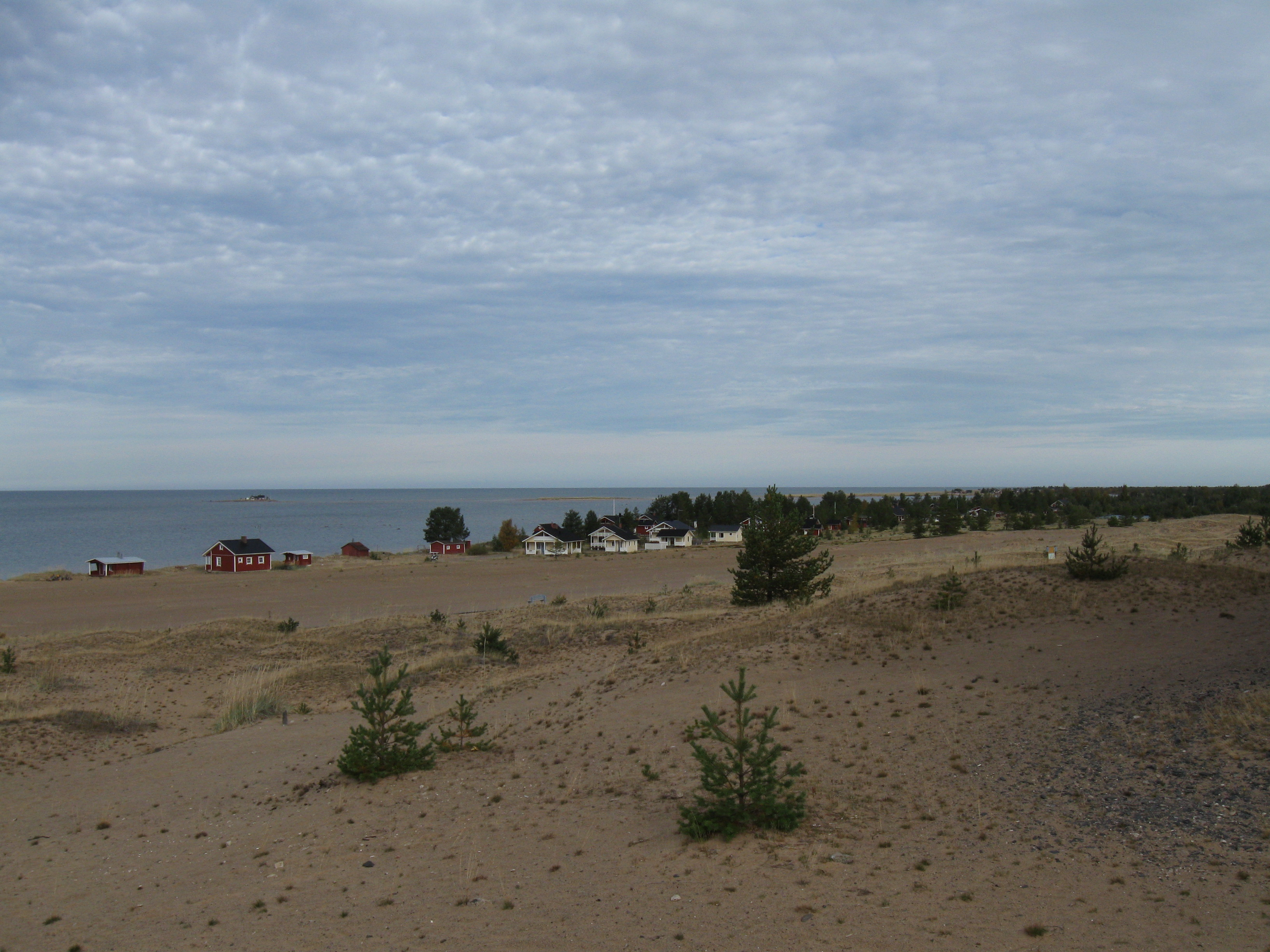
Strand bij Kalajoki
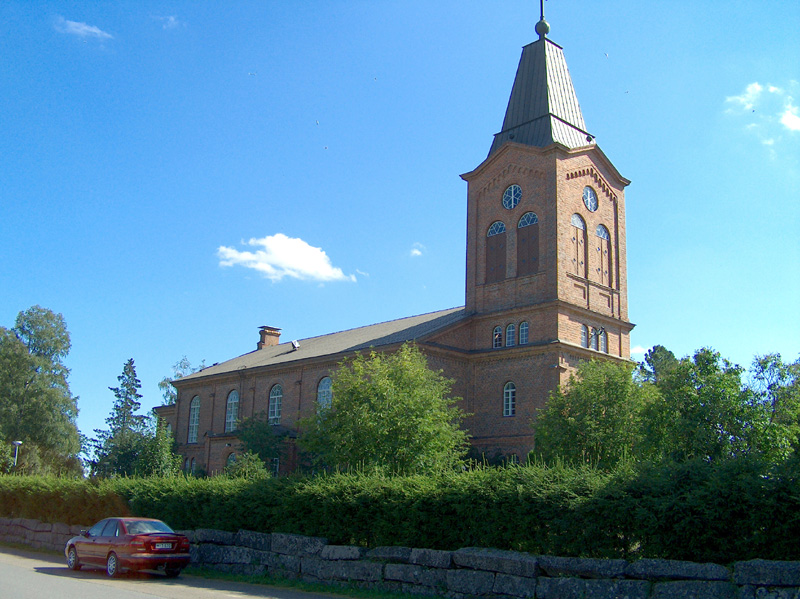
Kerk in Kalajoki
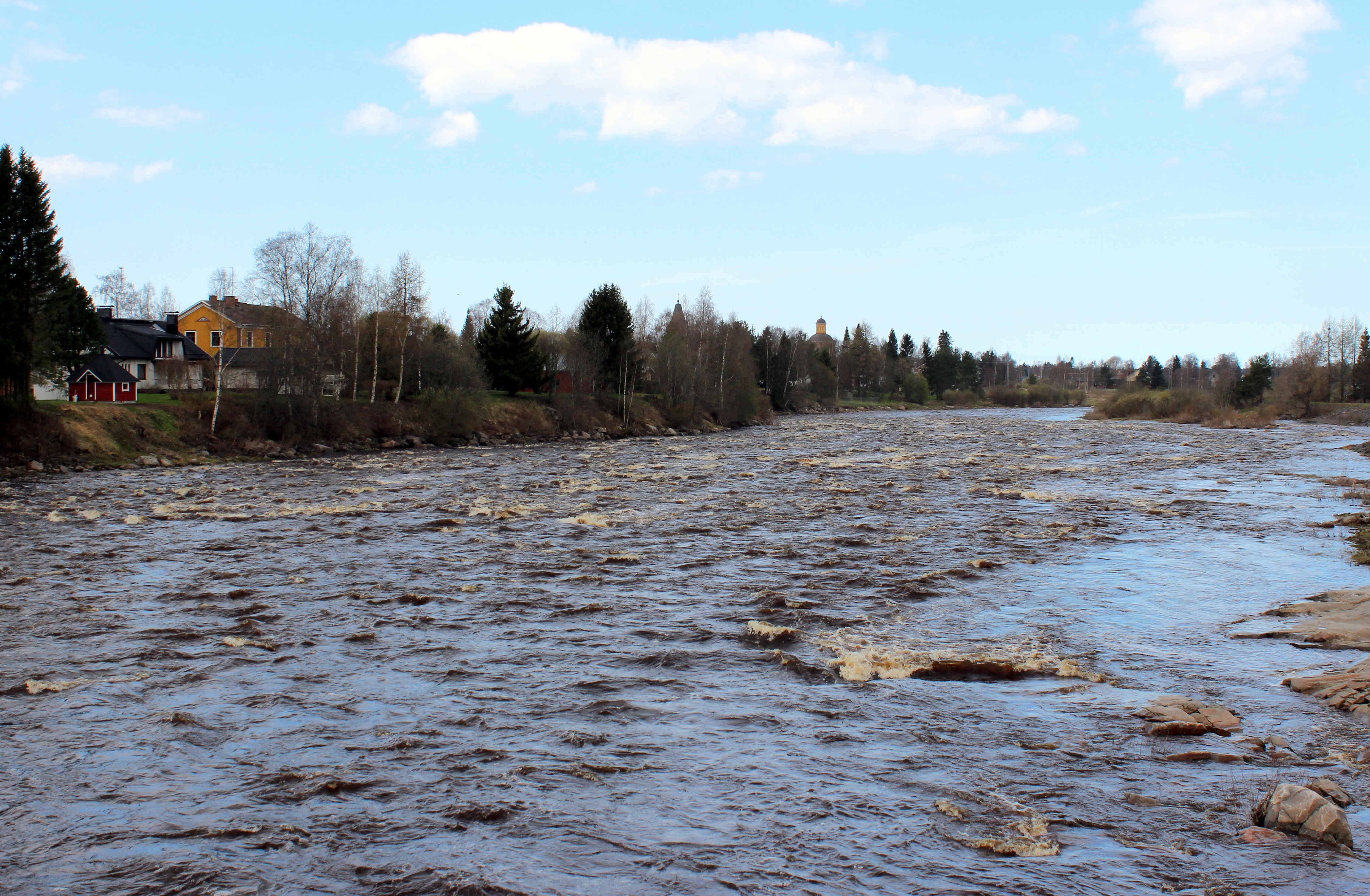
Kalajoki gezien vanaf de brug de Saarisilta
Oude gemeentewapen van Kalajoki